# 江绍高
江绍高（1945年12月—），男，汉族，湖北红安人，生于湖北建始，中华人民共和国政治人物，中国共产党党员，曾任人民日报社副总编辑，第十一届全国政协委员，十一届全国政协教科文卫体委员会副主任。

## 生平
2008年，当选第十一届全国政协委员，代表新闻出版界，分入第四十四组。并担任教科文卫体委员会副主任。